# Resseliella resinophaga
Resseliella resinophaga är en tvåvingeart som först beskrevs av Boris Mamaev 1971.  Resseliella resinophaga ingår i släktet Resseliella och familjen gallmyggor. Inga underarter finns listade i Catalogue of Life.